# Gautier Lee
Gautier Lee (Angra dos Reis, Rio de Janeiro) é cineasta e roteirista não binária do Brasil. Ganhou diversos prêmios, entre eles, cinco láureas no Festival de Cinema de Gramado. Também é colunista da Revista Capricho e fundou o Macumba Lab, coletivo de profissionais do audiovisual negro no Rio Grande do Sul. 
Gautier ganhou notoriedade pelo seu trabalho com séries adolescentes que envolvem temas LGBTQIAP+ abordando descobertas e conflitos adolescentes. A inspiração, segundo Gautier, vem de sua própria vivência e do desejo de se enxergar na tv e no cinema a partir de histórias que se conectassem com sua realidade.

## Biografia
Nascida em Angra dos Reis, na Costa Verde do Estado do Rio de Janeiro, Gautier cursou Produção Audiovisual na Pontifícia Universidade Católica do Rio Grande do Sul e foi estudante Prouni. Seu trabalho mais conhecido é como roteirista na série adolescente, “De Volta aos 15”, da plataforma Netflix, protagonizada por Maisa Silva e Camila Queiroz.
Gautier iniciou seus passos no audiovisual aos 17 anos quando passou a ter interesse por atuação, decidindo por estudar teatro em sua cidade natal, Angra dos Reis, no Rio de Janeiro. Em 2018, após concluir seu curso em Produção Audiovisual, Gautier funda ao lado de outras pessoas um coletivo de profissionais do audiovisual negro no Rio Grande do Sul, o Macumba Lab. Gautier Lee ainda faz parte da Organizations of Black Screenwriters, nos Estados Unidos. 
Apesar de já ter formação e experiência no audiovisual, sua carreira como roteirista começou apenas em 2020, quando foi chamada para sua primeira sala de roteiro, que rendeu seu reconhecimento ao ganhar o Prêmio Cabíria de Roteiro desse ano.
Gautier Lee criou o seu próprio festival audiovisual voltado para a comunidade negra, o Fade to Black, descobrindo, divulgando e premiando obras realizadas por pessoas negras.
Em 2022, dirigiu o álbum visual "Samba às Avessas", da sambista Pâmela Amaro, que teve estreia na Cinemateca Capitólio em Porto Alegre, Rio Grande do Sul.  
No ano de 2024, publicou seu primeiro livro, “Diário de Uma Despeitada: A Anatomia de Uma Pessoa Queer Negra”. Neste mesmo ano, lançou em junho - mês do Orgulho LGBTQIAP+  - também o livro de contos "Todos Os Meus Beijos".
Ainda em 2024, Gautier Lee lançou seu primeiro longa-metragem, o documentário “Pajubá”. O longa foi dirigido por Gautier Lee com roteiro de Hela Santana e contou com uma equipe totalmente composta por pessoas trans.

## Prêmios e Reconhecimentos
- 2019 - Festival Cabíria - Melhor Piloto de Série [15]
- 2021 - Festival de Cinema de Gramado - Curta Metragens Gaúchos - Melhor Atriz, Melhor Montagem, Melhor Direção, Melhor Filme e Melhor Filme por Juri Popular [16][17]
- 2022  - Prêmio ABRA de Roteiro  - Abraço de Excelência em Roteiro [18]

## Obras

### Filmografia

#### Roteiro
Auto Posto, - 2020 
Desvirtude, 2021 
De Volta Aos 15 - 2022 a 2024 
Pajubá - 2023 direção 
Desvirtude - 2021 
B.O - 2024 
Depois que tudo mudou - 2024 

#### Livros
Todos Os Meus Beijos - 2024 
Diário de Uma Despeitada: A Anatomia de Uma Pessoa Queer Negra - 2024 